# Ferruccio Lamborghini

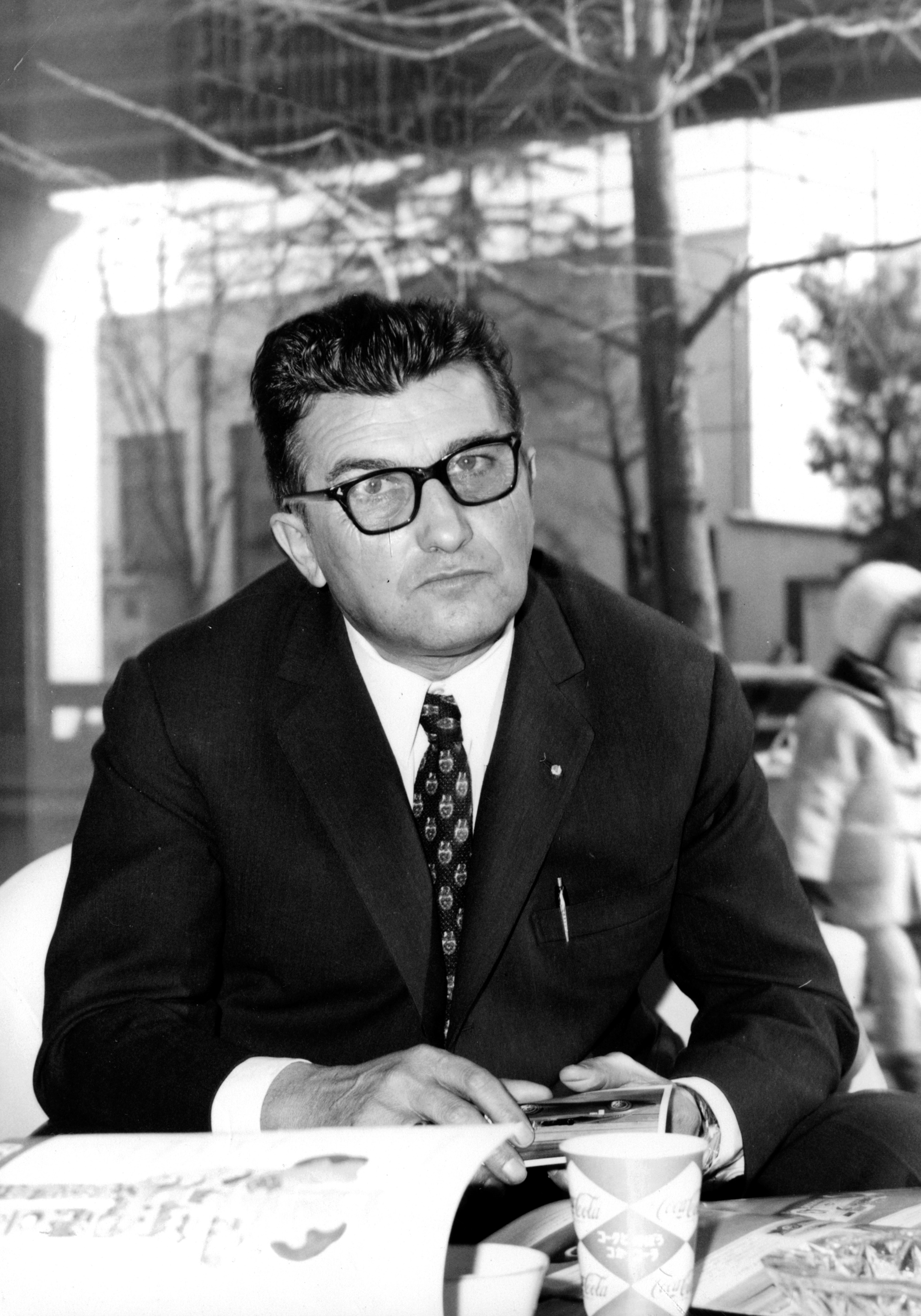
Ferruccio Lamborghini

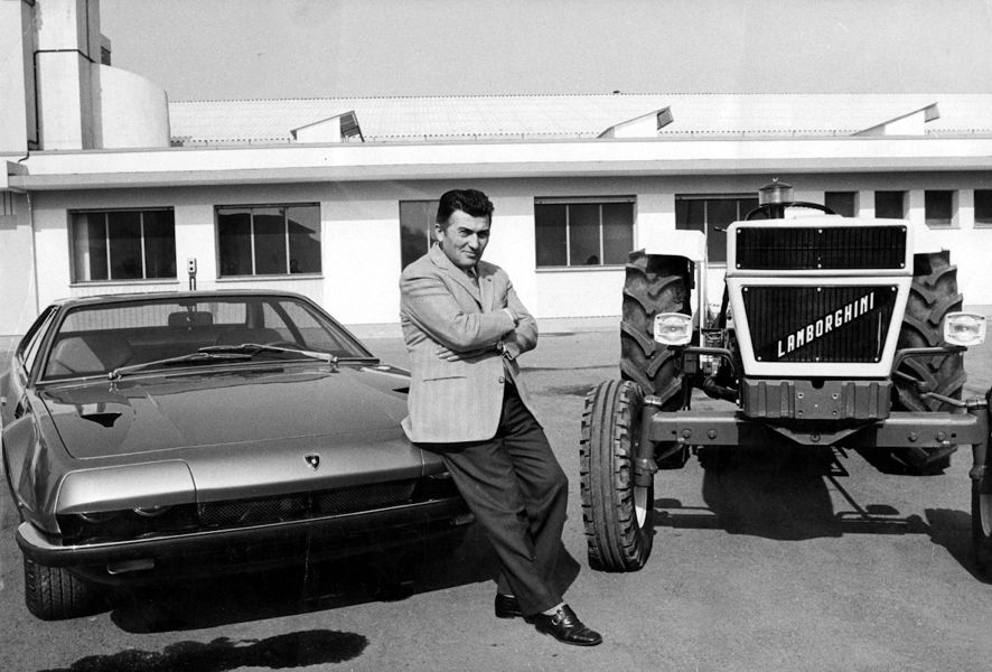
Lamborghini bij twee van zijn producten

Ferruccio Lamborghini (Renazzo, Cento, 28 april 1916 – Perugia, 20 februari 1993) was een Italiaans autofabrikant van het naar hem vernoemde automerk Lamborghini.

## Biografie

### Vroege geschiedenis
Ferruccio Lamborghini werd geboren in een boerengezin. Hij deelde echter niet de passie van zijn ouders voor het landleven en was al vroeg geïnteresseerd in technologie en mechanica. Zijn ouders lieten hem in Bologna studeren, waar hij een diploma industriële vormgeving behaalde. Tijdens de Tweede Wereldoorlog maakte hij onderdeel uit van een transporteenheid op het Griekse eiland Rhodos, waar hij onderhoudswerk aan voertuigen verrichtte.
Na de oorlog keerde Lamborghini terug naar Renazzo, waar de lokale boerengemeenschap een grote behoefte had aan tractoren. Hierop besloot hij van schroot en oude legervoertuigen Carioches te maken, een klein type tractor. Tractortrekwedstrijden tegen de tractoren van andere bouwers uit de omgeving wezen uit dat de tractoren van Lamborghini kwalitatief goed waren.
In 1949 zette Lamborghini zijn eerste tractorfabriek op in Cento. Na drie jaar stapte de fabriek over van de productie van Carioches op de fabricage van tractoren met dieselmotor die Lamborghini zelf ontwierp. Binnen enkele jaren had Lamborghini naam gemaakt in de tractorindustrie en was hij de grootste tractorbouwer van Italië. De productie van het bedrijf breidde zich in 1959 uit tot branders en airco's.
Lamborghini begon in 1960 een tweede bedrijf. Dit legde zich toe op de fabricage van verwarmings- en koelmachines. Ook dit bedrijf werd binnen enkele jaren succesvol. De successen leidden ertoe dat Lamborghini door de president van Italië geëerd werd met de titel “Cavaliere del Lavaro”.

### Het begin van de autoproductie
Nadat Lamborghini een aardig fortuin had vergaard met zijn bedrijven, begon hij in de jaren zestig met de productie van Lamborghini personenauto's. Lamborghini was altijd al een liefhebber van sportwagens geweest en had inmiddels een aardig wagenpark in zijn bezit, met daarin onder meer een Morgan, twee Ferrari's, een Mercedes-Benz en een Jaguar. Het verhaal gaat dat hij in 1962 problemen had met de koppeling van een van zijn Ferrari's. In een toevallig gesprek met Enzo Ferrari beklaagde hij zich hierover, waarop Ferrari zou hebben gezegd dat Lamborghini niets van auto's wist en zich vooral maar met tractoren moest blijven bezighouden. Lamborghini besloot het tegendeel te bewijzen door zelf een sportauto te bouwen.
Vrijwel ogenblikkelijk begon hij te werken aan de auto, waarbij hij Giotto Bizzarrini inhuurde voor het ontwerp van de motor. Deze laatste had eerder al de motor voor de Ferrari 250 GTO ontworpen. De motor was klaar in 1963. Het was een revolutionaire motor met dubbele bovenliggende nokkenassen, die 360 pk leverde. De motor werd gebouwd in de tractorfabriek. Er werd vervolgens een geheel nieuwe autofabriek gebouwd in Sant'Agata Bolognese, een paar kilometer van de Ferrarifabriek in Modena. Het terrein had een oppervlakte van 46.000 vierkante meter en de fabriek was voor die tijd een van de modernste ter wereld. De auto oogstte internationaal veel lof en kon zich prima meten met de auto's van Ferrari. Er volgde een zeer succesvolle periode.
In 1970 was Lamborghini een van de laatste onafhankelijke autofabrikanten. Het ging niet zo goed met zijn fabriek, en zijn zoon Antonio voelde er weinig voor het bedrijf over te nemen. In 1972 zag Lamborghini zich genoodzaakt 51% van zijn autobedrijf aan een Zwitserse zakenman te verkopen, en de resterende 49% volgde twee jaar later. Ferruccio Lamborghini bleef de fabriek leiden tot in 1974.

### Het tijdperk na de auto-industrie
In 1971 kocht Ferruccio Lamborghini de wijngaard "La Fiorita" en in 1975 werd een voor die tijd hypermoderne cave gebouwd. De wijngaard is gelegen in Umbrië, vlak naast het Trasimeense Meer, in het dorpje Panicarola (gemeente Castiglione del Lago).
De kwaliteit van de wijnen viel jarenlang tegen en oenoloog Riccardo Cotarella werd ingehuurd om te werken aan de kwaliteit van de wijn. In 1997 werd de kwaliteit van de wijn dan ook aanzienlijk beter.
Tegenwoordig worden drie wijnen verkocht onder het Lamborghini-label, te weten de Campoleone, Torami en Trescone.
Lamborghini is geen grote speler in de wijnproductie in Italië, maar maakt inmiddels wel kwalitatief goede wijn.
Op het landgoed werd ook een 9-holes golfbaan aangelegd. Dit niet zo zeer omdat Ferruccio zelf graag speelde, maar wel veel vrienden had die golf speelden. Het gerucht wil dat hij ook betrokken was bij de herstart van het befaamde automerk Bugatti. 

## Film
In 2022 is de film: Lamborghini: The Man Behind the Legend uitgekomen. Deze film toont het levensverhaal van Lamborghini en het begin van zijn succes. De film is geregisseerd door Robert Moresco en Ferruccio Lamborghini wordt gespeeld door Frank Grillo.
- Gemeinsame Normdatei: 120701642
- International Standard Name Identifier: 0000 0000 4668 5384
- Library of Congress Control Number: n99000149
- Bibliotheek van het Japanse parlement: 00967749
- Nationale Bibliotheek van Polen: a0000002935072
- Virtual International Authority File: 47598938
- WorldCat: E39PBJxhrH4xKdQTjcXqymQDv3